# Краваљана
Краваљана (итал. Cravagliana) је насеље у Италији у округу Верчели, региону Пијемонт.
Према процени из 2011. у насељу је живело 49 становника. Насеље се налази на надморској висини од 630 м.

## Становништво
| 1936. | 1951. | 1961. | 1971. | 1981. | 1991. | 2001. | 2011. |
| ----- | ----- | ----- | ----- | ----- | ----- | ----- | ----- |
| 965   | 824   | 589   | 448   | 395   | 312   | 276   | 278   |